# Li chiamavano i tre moschettieri... invece erano quattro
Pour plus de détails, voir Fiche technique et Distribution.
Li chiamavano i tre moschettieri... invece erano quattro (littéralement : On les appelait les trois mousquetaires, mais ils étaient quatre) est un film parodique italien sorti en  1973, réalisé par Silvio Amadio.

## Synopsis
Pour récupérer le précieux pot de chambre de la reine de France, emporté par erreur par Lord Buckingham, amant en secret de la reine, les trois mousquetaires s'unissent à D'Artagnan. Celui-ci s'était retiré pour vivre tranquille auprès de sa douce épouse chinoise un peu enrobée Li Yang. Richelieu, toujours obsédé par le désir de rabaisser l'autorité royale pour s'emparer du pouvoir, transforme cette histoire en affaire d'État. Si le pot de chambre ne revient pas à la reine avant le jour du Discours de la Couronne, le roi Louis découvrira la trahison de son épouse et le scandale qui éclatera minera les bases du pouvoir. Les quatre amis, abandonnant leurs épées au profit du kung fu, que leur a enseigné le père de Li Yang, récupèrent bien vite le pot de chambre. Cependant, le chemin du retour à Paris est bloqué par La Hire, capitaine des gardes de Richelieu. Après maintes péripéties, les quatre amis, aidés de Milady, parviennent à bon port. Richelieu est déconfit et la paix règne à nouveau sur la France.

## Fiche technique
- Titre : Li chiamavano i tre moschettieri... invece erano quattro
- Genre : parodie, film de cape et d'épée, comédie
- Réalisation : Silvio Amadio
- Assistant à la réalisation : Claudio Fragasso
- Scénario : Piero Regnoli
- Musique : Elsio Mancuso, Berto Pisano
- Production : Giuliano Simonetti pour Minerva Film, Puma Film
- Photographie : Fausto Rossi
- Montage : Cesare Bianchini
- Décors : Giorgio Postiglione
- Maquillage : Marcello Di Paolo
- Son : Eugenio Rondani
- Maître d'armes : Giuseppe Mattei
- Format d'image : 2,35 : 1 ; Eastmancolor
- Durée : 95 minutes
- Année de sortie : 1973
- Pays de production :  Italie
- Langue originale : italien
- Distribution en Italie : Alpherat